# Nummerregiment
Een nummerregiment is een regiment dat met een nummer wordt aangegeven. Vanaf de 18e eeuw werden in de meeste legers de regimenten genummerd, op basis van hun anciënniteit, waarbij het eerste regiment van elk wapen veelal de status van garderegiment kreeg. Het regimentsnummer werd, samen met eventuele andere eenheidsaanduidingen, vermeld op uniform- en uitrustingsstukken, zoals knopen en ransels.
Vanaf de Eerste Wereldoorlog is het echter weer gebruikelijk om terug te keren tot naamregimenten, waarbij de regimenten vernoemd zijn naar een titel of naam uit hun regimentsgeschiedenis.